# Tuner DVB
Tuner DVB – odbiornik telewizji cyfrowej (dekoder) w standardzie DVB. W zależności od konstrukcji, tuner umożliwia odbiór cyfrowej telewizji satelitarnej, cyfrowej telewizji naziemnej lub cyfrowej telewizji kablowej. Obecnie popularne są odbiorniki hybrydowe, które potrafią odbierać sygnał telewizji cyfrowej i analogowej.
Nowe odbiorniki telewizyjne posiadają wbudowane tunery DVB. Dostępne są również zewnętrzne urządzenia w postaci Set-top box, które instaluje się pomiędzy anteną a odbiornikiem telewizyjnym. Oprócz możliwości odbioru telewizji cyfrowej oferują one dodatkowe usługi jak pay-per-view, wideo na życzenie czy Personal Video Recorder.